# أليكسي ميدفيديف
اليكسي ميدفيديف (بالروسية: Медведев, Алексей Сергеевич)‏ (5 يناير 1977 ببافلوفسك بوساد في روسيا - ) هو لاعب كرة قدم روسي في مركز الهجوم. لعب مع توم تومسك ودينامو موسكو وروبين كازان وسيبير نوفوسيبيريسك ونادي كريليا سوفيتوف سامارا وFC Znamya Truda Orekhovo-Zuyevo ‏ ونادي ساتورن رامنسكوي وسبارتاك نالتشيك ونادي خيمكي.

## وصلات خارجية
- اليكسي ميدفيديف على موقع قاعدة بيانات كرة القدم.إي يو (الإنجليزية)
- اليكسي ميدفيديف على موقع Soccerway.com (الإنجليزية)
- اليكسي ميدفيديف على موقع عالم كرة القدم.نت (الإنجليزية)